# Маєль Рікер
Маєль Даніка Рікер (англ. Maëlle Danica Ricker, МФА: [maɪˈɛl], 2 грудня 1978) — канадська сноубордистка, олімпійська чемпіонка.
Маєль Рікер спеціалізується у сноубордкросі. Вона стала першою канадкою, що зуміла вибороти золото на домашній Олімпіаді. Рікер розпочала брати участь у змаганнях із сноубордингу в 1996, виступала на трьох Олімпіадах, починаючи з Нагано. В Нагано вона змагалася в хаф-пайпі, сноубордкрос тоді ще до програми не входив. Олімпіаду в Солт-Лейк-Сіті пропустила через травму. В Турині Рікер була четвертою в сноубордкросі, причому отримала важку травму у фінальному заїзді. Нарешті, у Ванкувері їй пощастило вибороти золоту медаль та звання олімпійської чемпіонки.
Окрім Олімпіад, Рікер багато разів перемагала на Х іграх та етапах кубку світу.